# Яда (деревня)
Яда — исчезнувший населённый пункт в Куйтунском районе Иркутской области России на территории Барлуккого муниципального образования.

## Происхождение названия
Среди жителей окрестностей деревни Яда бытует легенда:

«Еще от дружины Ермака отбилась часть людей и дошла до р. Оки: Это были худые, оборванные и голодные люди: Наловили и наварили рыбу с солью, наелись и закричали: «Вот, братцы, яда» (т. е. еда). Отсюда вышло название Яда.»
Вероятнее всего, эта легенда является чистой выдумкой.
По словам Матвея Мельхеева название происходит от бурятского ядаа, ядуу, что означает «бедный», «неимущий».

## История
В 1854 году был основан населённый пункт Яда. Согласно переписи населения СССР 1926 года деревня Яда, где насчитывалось 37 дворов, 190 жителей (88 мужчин и 102 женщины). В 1920-х-1930-х годах входил в состав Барлукского сельсовета.
На 1964 год населённый пункт Яда.
В связи с основанием в 1964-1965 годах участка Новая Яда деревня Яда стала называться Старая Яда. На 1966 год деревня Старая Яда и участок Новая Яда входили в состав Барлукского сельсовета.
На топографической карте Генштаба СССР 1984 года участок Новая Яда отмечен как жилой, деревни Старая Яда не отмечено. На топографической карте Генштаба СССР 1985 года этого населённого пункта не отмечено вовсе, из чего следует, что населённый пункт перестал существовать в 1984-1985 годы.